# اسپرم‌کش

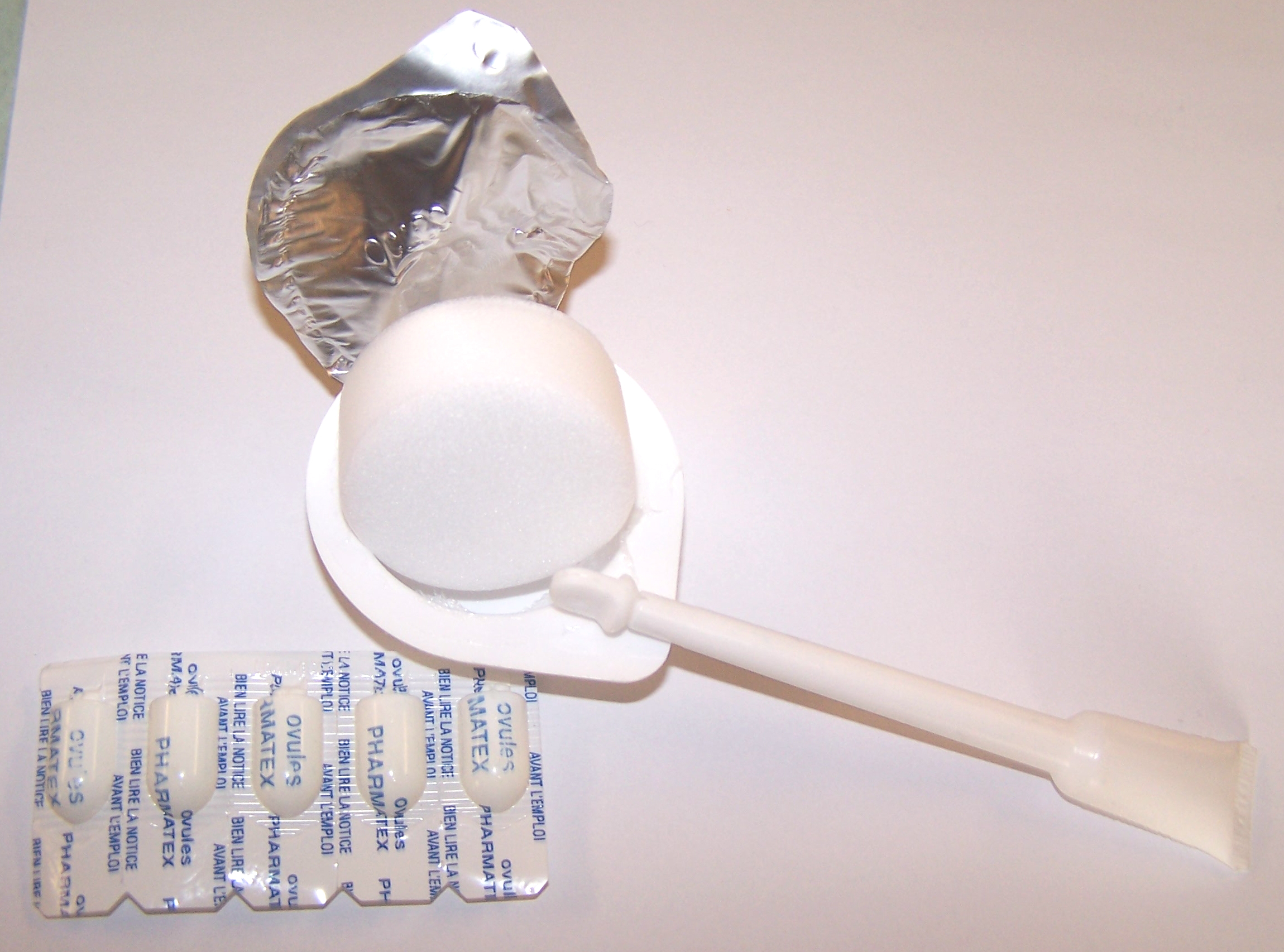
چند نوع اسپرم‌کش

اسپرم‌کش (به انگلیسی: Spermicide) ، ماده‌ای است که با از بین بردن اسپرم باعث جلوگیری از بارداری می‌شود و به صورت واژینال قبل از شروع رابطه استفاده می‌شود. اگرچه از اسپرم‌کش می‌توان به تنهایی استفاده نمود، اما معمولاً آن را به همراه سایر روش‌های ضدبارداری مانند کاندوم استفاده می‌کنند. روش‌های ترکیبی در مقایسه با استفاده به تنهایی از یک روش، احتمال کمتری برای بارداری دارند. از طرفی استفاده از اسپرم‌کش می‌تواند احتمال انتقال بیماری آمیزشی را افزایش دهد، برای نمونه استفاده از اسپرم‌کش نونوکسینول-۹، به دلیل ایجاد سوزش در واژن و رکتوم می‌تواند خطر انتقال ویروس HIV را افزایش دهد.
آغشته کردن کاندوم به اسپرم‌کش می‌تواند احتمال بارداری را کاهش دهد. با این حال کاندوم‌هایی که به ماده اسپرم‌کش آغشته شده باشند تاریخ مصرفشان کاهش پیدا می‌کند و هم چنین می‌توانند باعث ایجاد عفونت دستگاه ادراری در زنان شوند.